# Eydehavn
Eydehavn este o localitate din comuna Arendal, provincia Aust-Agder, Norvegia, cu o populație de 1.207 locuitori (2013).